# ألفارو جوردن
ألفارو جوردن (بالإسبانية: Álvaro Jordan)‏ هو لاعب كرة مضرب كولومبي، ولد في 8 يناير 1962 في كالي في كولومبيا، وتوفي في 11 يناير 2001.

## وصلات خارجية
- ألفارو جوردن على موقع رابطة محترفي التنس (الإنجليزية)
- ألفارو جوردن على موقع الاتحاد الدولي لكرة المضرب (الإنجليزية)
- ألفارو جوردن على موقع خلاصة التنس.كوم (الإنجليزية)
- ألفارو جوردن على موقع أوليمبيديا (الإنجليزية)